# Le cose che amo di te
Le cose che amo di te (What I Like About You) è una serie televisiva statunitense creata da Wil Calhoun e Dan Schneider ed è stata trasmessa sul canale televisivo degli Stati Uniti The WB dal 2002 al 2006, per quattro stagioni.
La serie è ambientata nella città di New York e segue la vita di due sorelle, Valerie (Jennie Garth) e Holly Tyler (Amanda Bynes), oltre che dei loro amici.
In Italia la serie è stata trasmessa per la prima volta su Rai 2 tra il 2006 e il 2008. Repliche della serie sono state trasmesse sui canali Fox Life, Mya, Italia 1 e La 5.
La canzone della sigla è What I Like About You, brano inciso originariamente dai The Romantics nel 1980 ed utilizzato, nella prima stagione della serie, nella versione cover realizzata dalla band Lillix; dalla seconda stagione in avanti invece, la sigla consiste nella canzone delle Lillix in una versione remix di Philip Steir.

## Trama e temi
Le cose che amo di te racconta della storia di Valerie Tyler (Jennie Garth) e di sua sorella minore Holly (Amanda Bynes). Valerie, ragazza in carriera nel settore delle pubbliche relazioni, è molto organizzata e a volte nevrotica; sua sorella minore Holly è invece una teenager che si ritrova a vivere con Val poiché non vuole trasferirsi a Tokyo dove il padre ha ottenuto un nuovo lavoro. Valerie si impegna a prendersi cura della sorella e nella serie si dimostra più volte il forte legame che unisce le due sorelle le quali possiedono comunque molti amici leali.
Il tema chiave della serie è l'amore: complicato per entrambe le sorelle Tyler; Valerie nel corso della serie frequenta il direttore di un ristorante, Jeff (Simon Rex), il suo superiore al lavoro Peter (Stephen Dunham), una vecchia fiamma del liceo, Rick (Edward Kerr), ed infine si ritrova sposata, dopo una sbronza ad Atlantic City, con Vic Meladeo (Dan Cortese), il suo capo di qualche anno prima ora divenuto pompiere e follemente innamorato di lei.

Il primo amore di Holly è invece il "secchione" timido ed insicuro Henry (Michael McMillian) e, successivamente, Ben (David De Lautour) alternando entrambi alla sua ossessione per l'atletico donnaiolo Vince (Nick Zano). A questi personaggi si aggiungono Lauren (Leslie Grossman), migliore nemica-amica di Valerie dal carattere eccentrico; il migliore amico di Holly (e successivamente anche di Ben e Vince) Gary (Wesley Jonathan) ed infine Tina (Allison Munn), la migliore amica di Holly con il difetto di essere un tantino "facile" con i ragazzi.
Da notare, inoltre, diverse apparizioni di personaggi famosi, spesso cantanti e modelle, che interpretano sé stessi (ad esempio al quasi primo matrimonio di Valerie compare Gavin DeGraw, in un altro episodio compare Jesse McCartney), oltre a tutte le piccole comparse che in genere hanno lo scopo di far ingelosire questo o quel componente della coppia di turno (di solito ex ragazze di Vince che rendono Holly pazza di gelosia).
La serie fa frequentemente riferimento ad episodi delle stagioni precedenti creando così una continuity; l'attenzione resta focalizzata molto su Holly e Val lasciando poco spazio allo sviluppo dei personaggi secondari che si limitano a ruotare intorno alle sorelle.

## Cast e interpreti

### Personaggi principali
- Holly Tyler (stagioni 1-4), interpretata da Amanda Bynes, doppiata da Alessia Amendola.
- Valerie Tyler (stagioni 1-4), interpretata da Jennie Garth, doppiata da Lorena Bertini.
- Gary Thorpe (stagioni 1-4), interpretato da Wesley Jonathan, doppiato da Nanni Baldini.
- Jeff Campbell (stagione 1), interpretato da Simon Rex, doppiato da Niseem Onorato.
- Henry Gibson (ricorrente stagione 1, stagione 2, guest stagione 3), interpretato da Michael McMillian, doppiato da Stefano Crescentini.
- Lauren (ricorrente stagione 1, stagioni 2-4), interpretata da Leslie Grossman, doppiata da Alessandra Korompay.
- Vince (stagioni 2-4), interpretato da Nick Zano, doppiato da Fabrizio Vidale.
- Tina Haven (stagioni 2-4), interpretata da Allison Munn, doppiata da Perla Liberatori.
- Vic Meladeo (ricorrente stagione 1, stagione 4), interpretato da Dan Cortese, doppiato da Roberto Certomà.

### Personaggi ricorrenti
- Peter (stagione 2 - ricorrente), interpretato da Stephen Dunham, doppiato da Roberto Stocchi.
- Rick (stagioni 2-3 - ricorrente), interpretato da Edward Kerr, doppiato da Fabio Boccanera.
- Ben Sheffield (stagione 3 - ricorrente), interpretato da David de Lautour, doppiato da Alessandro Tiberi.

## Episodi
| Stagione         | Episodi | Prima TV originale | Prima TV Italia |
| ---------------- | ------- | ------------------ | --------------- |
| Prima stagione   | 22      | 2002-2003          | 2006            |
| Seconda stagione | 22      | 2003-2004          | 2006            |
| Terza stagione   | 24      | 2004-2005          | 2006            |
| Quarta stagione  | 18      | 2005-2006          | 2008            |

## Programmazione
Le prime due stagioni della serie e metà della terza sono andate in onda su Rai 2 dal 7 luglio 2006 e durante tutta l'estate del 2006 dal lunedì al venerdì alle 18.50 con un doppio episodio al giorno; la programmazione della terza stagione è poi proseguita ogni sabato alle 16.50 da ottobre a dicembre dello stesso anno. La quarta ed ultima stagione è invece andata in onda, dal 7 giugno 2008 al 2 agosto 2008 ogni sabato alle 17.15 con due episodi settimanali.